# Jennifer Siebel
Pour les articles homonymes, voir Siebel et Newsom.
Jennifer Siebel , ou Jennifer Siebel Newsom  depuis son mariage, est une actrice, réalisatrice, productrice et personnalité politique américaine, née le 19 juin 1974 à San Francisco.
Elle a, depuis 2019, le statut de première partenaire de Californie en tant qu'épouse du gouverneur Gavin Newsom. À la fois dans ses activités cinématographiques et politiques, elle est engagée en faveur de l'égalité femmes-hommes.

## Biographie
Jennifer Lynn Siebel est née à San Francisco, de Kenneth F. Siebel Jr., un gestionnaire d'investissement, et de Judy Siebel (née Fritzer), cofondatrice du Bay Area Discovery Museum (en) à Sausalito. Elle a grandi dans la banlieue de Ross, en Californie. 
Elle a une sœur appelé Melissa Siebel, et elle est la cousine au deuxième degré de Thomas Siebel (en).

### Carrière
Elle est la réalisatrice, scénariste et productrice du film Miss Representation (en), qui a été présenté en première dans la compétition documentaire du Festival du film de Sundance en 2011.

### Vie privée
Au début des années 2000, Jennifer Siebel est sortie avec l'acteur George Clooney.
Elle a rencontré Gavin Newsom lors d'un rendez-vous à l'aveugle organisé par un ami commun au Yerba Buena Center for the Arts en octobre 2006. Le couple a annoncé ses fiançailles en janvier 2008. Jennifer et Gavin se sont mariés en juillet de la même année au ranch des parents de Jennifer à Stevensville, dans le Montana. Ils ont quatre enfants.

## Filmographie
Sauf indication contraire, les informations mentionnées dans cette section peuvent être confirmées par la base de données cinématographiques IMDb,  présente dans la section « Liens externes ».

### Comme actrice
- 2003 : Cracking Up (saison 1, épisode 7) : Trish
- 2005 : Numb3rs (saison 2, épisode 2) : Diane Rausch
- 2007 - 2008 : Life : Jennifer Conover
- 2007 : Dans la vallée d'Elah de Paul Haggis : Jodie
- 2008 : Avril sanglant de Mitchell Altieri et Phil Flores : Barbie
- 2009 : Tales of an Ancient Empire d’Albert Pyun : la reine Ma’at

### Comme réalisatrice
- 2011 : Miss Representation (en) (documentaire)
- 2015 : The Mask You Live In (en) (documentaire)
- 2020 : The Great American Lie (documentaire)
- 2022 : Fair Play (documentaire)

### Comme productrice
- 2007 : The Trouble with Romance (en) de Gene Rhee
- 2009 : Down for Life (en) d'Alan Jacobs
- 2009 : Nanny Express (The Nanny Express) (téléfilm) de Bradford May
- 2009 : Aliens on Crack de Bob Bragg
- 2011 : Miss Representation (en) (documentaire) d'elle-même
- 2012 : La Guerre invisible (The Invisible War) (documentaire) de Kirby Dick
- 2015 : The Mask You Live In (en) (documentaire) d'elle-même
- 2015 : Terrain de chasse (The Hunting Ground) (documentaire) de Kirby Dick
- 2020 : The Great American Lie (documentaire) d'elle-même
- 2020 : On the Record (documentaire) de Kirby Dick et Amy Ziering
- 2022 : Fair Play (documentaire) d'elle-même

## Distinctions
Sauf indication contraire, les informations mentionnées dans cette section peuvent être confirmées par la base de données cinématographiques IMDb,  présente dans la section « Liens externes ».

### Récompenses
- News and Documentary Emmy Awards (en) 2014 : meilleur documentaire et meilleur journalisme d'investigation (format long) pour La Guerre invisible dans l'émission Independent Lens (en) (en tant que productrice)
- Las Vegas International Film and Screenwriting Festival 2015 : plus grande réussite d'une réalisation par une femme pour The Mask You Live In
- Bergen International Film Festival of NJ 2022 : meilleur documentaire pour Fair Play

### Nominations et sélections
- Festival du film de Sundance 2011 : en compétition pour le Grand Prix du jury pour Miss Representation (en)
- IDA Documentary Awards 2012 : meilleur long métrage La Guerre invisible (en tant que productrice)